# Wawrzyniec Załuski
Wawrzyniec Załuski herbu Junosza (zm. 1680) – kasztelan gostyniński w latach 1644–1648.

## Rodzina
Urodził się jako syn Wojciecha, podkomorzego sochaczewskiego i Grzybowskiej, nieznanej z imienia. Dziad Wawrzyńca, Piotr Załuski (zm. 1646) pełnił urząd chorążego rawskiego. Ożenił się z Jadwigą Krosnowską herbu Junosza, kasztelanką gostyńską. Do najbliższej rodziny kasztelana należał syn Wawrzyńca, Aleksander Załuski, późniejszy kasztelan rawski. Pozostałe dzieci Wawrzyńca i Jadwigi to: Anna, zakonnica Św. Klary, przełożona klasztoru na Pradze i w Warszawie; Barbara - późniejsza żona Wojciecha Mokronowskiego, kasztelana rawskiego; Hieronima, opata witowskiego i Stanisława, cześnika rawskiego.

## Pełnione urzędy
W latach 1644–1650 pełnił urząd kasztelana gostyńskiego. Nominację uzyskał 30 października 1644 roku. Jako pierwszy z rodziny uzyskał godność senatora. Urząd kasztelana gostyńskiego należał do tzw. mniejszych, zwanych inaczej drążkowymi. 
W 1648 roku był elektorem Jana II Kazimierza Wazy z ziemi gostynińskiej.